# Coppa dei Campioni 1985-1986 (pallavolo maschile)
La Coppa dei Campioni di pallavolo maschile 1985-1986, organizzata dalla Confédération Européenne de Volleyball (CEV), è stata la 27ª edizione del massimo torneo pallavolistico europeo.

## Turno preliminare
Stella Rossa Praga - Ibis Kortrik (Belgio) 3-0 Ibis Kortrik - Stella Rossa 2-3
Tromso (Norvegia)   - Brother Martinus      0-3    Brother Martinus - Tromso     3-0
Cska Mosca         - Tyrolia Vienna        3-0    Tyrolia Vienna   - Cska Mosca 0-3

## Ottavi di finale
Amburgo              - Santal 2-3 Santal         - Amburgo 3-0 
Stella Rossa         - Hapoel Hamapil (Israele) 3-0   Hapoel Hamapil - Stella Rossa     0-3
Resa (Finlandia)     - Cska Mosca               1-3   Cska Mosca     - Resa             3-0
Levski Spartak Sofia - Brother Martinus         3-0   Brother Martinus - Levski Spartak 3-0 (Brother miglior differenza punti)

## Quarti di finale
Dinamo Bucarest  - Satal 0-3 Santal       - Dinamo Bucarest 3-1
Stella Rossa     - Grenoble (Francia)     3-1   Grenoble     - Stella Rossa      0-3
Cska Mosca       - Tartarini Bologna      3-0   Tartarini    - Cska Mosca        3-2
Brother Martinus - Stal Szczecin (Polonia) 3-0   Stal Szczecin - Brother Martinus  1-3

## Fase finale
La fase finale del torneo ha visto la partecipazione di quattro squadre, che si sono affrontate in un girone all'italiana. Le partite si sono svolte dal 21 al 23 febbraio 1986 al PalaRaschi di Parma.
La vittoria finale è andata per la nona volta al CSKA Mosca, seguito dai padroni di casa della Pallavolo Parma e dagli olandesi del Martinus Amstelveen.

### Risultati
| Incontri |                |     |                              |
|          |                |     |                              |
| 21-2     | Mosca-Praga    | 3-1 | 15-10, 5-15, 15-12, 15-9     |
| 21-2     | Parma-Martinus | 3-0 | 20-18, 15-2, 15-6            |
| 22-2     | Parma-Praga    | 3-1 | 15-8, 15-8, 11-15, 16-14     |
| 22-2     | Martinus-Mosca | 0-3 | 14-16, 11-15, 5-15           |
| 23-2     | Praga-Martinus | 0-3 | 13-15, 7-15, 15-17           |
| 23-2     | Parma-Mosca    | 2-3 | 15-5, 15-6, 2-15, 9-15, 7-15 |

### Classifica
| Girone finale | Girone finale       | Girone finale | Partite | Partite | Set | Set | Set   | Punti Set | Punti Set | Punti Set |
| #             | Squadra             | Pt            | V       | P       | V   | P   | Qz    | V         | P         | Qz        |
| ------------- | ------------------- | ------------- | ------- | ------- | --- | --- | ----- | --------- | --------- | --------- |
| 1             | CSKA Mosca          | 6             | 3       | 0       | 9   | 3   | 3.000 | 152       | 124       | 1.226     |
| 2             | Parma               | 5             | 2       | 1       | 8   | 4   | 2.000 | 155       | 133       | 1.165     |
| 3             | Martinus Amstelveen | 4             | 1       | 2       | 3   | 6   | 0.500 | 109       | 131       | 0.832     |
| 4             | Stella Rossa Praga  | 3             | 0       | 3       | 2   | 9   | 0.222 | 126       | 154       | 0.818     |